# Mörtgölen (Hjortsberga socken, Blekinge)
Mörtgölen är en sjö i Ronneby kommun i Blekinge och ingår i Nättrabyån-Ronnebyåns kustområde. Sjön är 5,7 meter djup, har en yta på 0,017 kvadratkilometer och befinner sig 67 meter över havet.